# Participación en los beneficios
La Participación en los beneficios hacen referencia a varios planes de incentivos creado por empresas que proveen de pagos directos o indirectos a los empleados que dependen de las ganancias de las empresas en adición de sus salarios regulares. 
Las empresa de capital abierto asignan un número de acciones a sus empleados. De esta forma las ganancias netas de las empresas se traducen también en ganancias de los empleados.
Los planes de participación en los beneficios están basados en reglas de intercambio establecidas y que definen la asignación de las empresas como principales y a los empleados como agentes.